# José Larduet
José Ángel Larduet Gómez (* 23. Februar 1990 in Guamá, Provinz Santiago de Cuba) ist ein kubanischer Boxer. Larduet war panamerikanischer Meister 2009, Bronzemedaillengewinner der Weltmeisterschaften 2009 und Teilnehmer der Olympischen Spiele 2012.

## Karriere
2007 nahm Larduet im Mittelgewicht erstmals an den kubanischen Meisterschaften teil, schied jedoch bereits im Achtelfinale aus. Im Jahr darauf errang er die Bronzemedaille der nationalen Meisterschaften und wurde Juniorenweltmeister (U19) im Halbschwergewicht (-81 kg). 
Bei den nationalen Meisterschaften 2009 wurde Larduet erstmals kubanischer Meister und gewann mit einem Finalsieg über Jeison Monroy, Kolumbien (RSC 3.), die Panamerikanischen Meisterschaften. Im selben Jahr feierte er bei den Weltmeisterschaften seinen bisher größten Erfolg. Nach Siegen über Robert Brant, USA (17:8), im Achtelfinale über Revaz Karelishvili, Georgien (15:5), und im Viertelfinale über Carlos Gongora, Ecuador (10:6), erreichte er das Halbfinale, welches er gegen den späteren Weltmeister Artur Beterbijew, Russland (13:10), verlor und damit die Bronzemedaille gewann.
2010 wechselte Larduet ins Schwergewicht (-91 kg) und musste sich im Finale der kubanischen Meisterschaften dem WM-Zweiten von 2009 Osmay Acosta deutlich geschlagen geben (9:1). Trotzdem wurde er 2011 für die Weltmeisterschaften nominiert und erreichte nach Siegen über Lubos Velecky, Tschechien (RSC 1.), Kenneth Egan, Irland (AB 3.), und im Achtelfinale über Stjepan Vugdelija, Kroatien (RSC 1.), das Viertelfinale, welche er gegen Teymur Məmmədov, Aserbaidschan (24:20), verlor und damit den 5. Platz belegte.
Mit dieser Platzierung qualifizierte sich Larduet auch für die Olympischen Spiele 2012, bei denen er nach einem Sieg über Ali Mazaheri, Iran (DQ 2.), im Viertelfinale gegen den späteren Silbermedaillengewinner Clemente Russo, Italien (12:10), ausschied. Beide Kämpfe verliefen äußerst kontrovers: Nach Begutachtung der Videoaufzeichnung wurde der deutsche Kampfrichter Frank Scharmach, der Mazaheri zu Unrecht disqualifiziert hatte, vom Box-Weltverband AIBA für fünf Tage suspendiert. Da der iranische Verband jedoch verspätet Protest eingelegt hatte, blieb die Kampfwertung für Larduet wirksam. Nach Larduets Niederlage gegen Russo legte der kubanische Verband erfolglos Protest ein, nachdem Russo seine Punkteführung aus den ersten beiden Runden in der dritten Runde nur mit Hilfe wiederholten Klammerns verteidigen konnte.

## Turniersiege
- Panamerikanischer Meister 2009
- Juniorenweltmeister 2008
- Gewinner des Giraldo-Córdova-Cardín-Turniers 2008, 2012 (Kuba)
- Kubanischer Meister 2009, 2011